# Asnières-sur-Nouère
Asnières-sur-Nouère település Franciaországban, Charente megyében. Lakosainak száma 1278 fő (2022. január 1.). Asnières-sur-Nouère Douzat, Fléac, Hiersac, Marsac, Saint-Amant-de-Nouère, Saint-Genis-d’Hiersac, Saint-Saturnin és Vindelle községekkel határos.

## Népesség
A település népessége az elmúlt években az alábbi módon változott:
| Lakosok száma | 639  | 820  | 1015 | 1083 | 1205 | 1207 | 1224 | 1248 | 1265 | 1278 |
|               | 1968 | 1982 | 1990 | 2006 | 2013 | 2015 | 2017 | 2019 | 2020 | 2022 |